# استان کلون
استان کلون (به اسپانیایی: Provincia de Colón) یک منطقهٔ مسکونی در پاناما است که در پاناما واقع شده‌است. استان کلون ۴٬۵۷۵٫۵ کیلومتر مربع مساحت و ۲۹۴٬۰۶۰ نفر جمعیت دارد.